# Tom Carroll
Tom Carroll nació el 29 de noviembre de 1961 en Newport, Nueva Gales del Sur, Australia como Thomas Victor Carroll. Es un ex surfista profesional que fue campeón del mundo de surf en 1983 y 1984.

## Biografía
Carroll consiguió pronto sus primeros títulos juveniles en su país natal, Australia. En 1978 consiguió el título junior de Australia y los Pro Junior, en 1977 y 1980.
En 1979 debuta en el IPS World Tour (hoy World Championship Tour), título mundial que ganaría de forma consecutiva en 1983 y 1984. En 1985 boicoteó el Campeonato del Mundo de Sudáfrica y criticó muy duramente la política del gobierno surafricano con respecto al apartheid, consiguiendo el apoyo de otros surfistas profesionales y sacrificando así la posibilidad de ganar su tercer título mundial consecutivo.
Carroll fue el surfista que sentaría las bases modernas en cuanto a comercialización y expansión del surf a nivel mundial, ya que en 1988 firmó un megacontrato de un millón de dólares por año con la gigantesca Quiksilver. Lo nunca visto por aquel entonces. En la recta final de su carrera profesional, Tom consiguió importantes victorias, como en Pipeline, en 1990 y 1991.